# Mała Synagoga w Płocku
Mała Synagoga w Płocku – synagoga znajdująca się w Płocku przy ulicy Józefa Kwiatka 7. Jest obecnie jedyną zachowaną wolno stojącą synagogą w dawnym województwie płockim.

## Historia

### Budowa i losy przedwojenne
Budowa synagogi rozpoczęła się w 1810 roku. Trwała ona jednak bardzo długo, ponieważ prace przerwał konflikt z biskupem Adamem Michałem Prażmowskim, który uważał, że znajduje się ona zbyt blisko bazyliki katedralnej Najświętszej Marii Panny. Po kilkuletnim konflikcie synagogę ukończono i uroczyście otwarto - przyjmuje się, że była czynna już w 1820 roku, choć w niektórych źródłach pojawia się rok 1822. Wówczas znajdowała się w złym stanie technicznym. Powodem tego był nie tylko wieloletni zastój przy budowie budynku, ale także jego częściowe położenie na dawnej średniowiecznej fosie obronnej miasta. Jeden narożnik znalazł się na gruncie nośnym i już w czasie budowy były problemy, ponieważ gmach stał nierówno.
W bocznych pomieszczeniach synagogi mieściły się także: szkoła religijna, siedziba gminy żydowskiej oraz przez pewien czas gminne mieszkanie rabina. W 1839 roku ze względu na fatalny stan techniczny, decyzją gubernatora miała zostać otynkowana. Stało się to jednak dopiero w 1857 roku. Wtedy budynek uzyskał wygląd, jaki zachował się do dziś. Zmieniło się tylko pokrycie dachu. Dawniej były tam ciężkie dachówki esówki, w czasie I wojny światowej zastąpiła je blacha, która była lżejsza i nie obciążała tak zniszczonej konstrukcji dachu.

### II wojna światowa i lata 1945-1990
Podczas II wojny światowej hitlerowcy doszczętnie zdewastowali wnętrze synagogi. W biurach gminy od grudnia 1939 roku mieściła się siedziba Judenratu. Po zakończeniu wojny, 22 lutego 1945 roku w budynku odbyło się pierwsze zebranie Żydów płockich. Na spotkanie przybyły 22 osoby. Wówczas zwrócono się do władz o zalegalizowanie Komitetu Żydowskiego w Płocku, który starał się o przeznaczenie Wielkiej Synagogi na izbę pamięci. Pomysł jednak nie doszedł do skutku. W 1949 roku Komitet przeznaczył synagogę na Spółdzielnię Krawiecko-Dziewiarsko-Pończoszniczą im. Gerszona Dua-Bogena, która znajdowała się w budynku do 1994 roku. W 1960 roku założono księgę wieczystą, w której z tytułu zasiedzenia właścicielem synagogi zapisany został Skarb Państwa. Wówczas również zmieniono nazwę spółdzielni. W 1962 roku została wpisana do rejestru zabytków.

### Po 1990
W 1991 roku wojewoda płocki przekazał posesję wraz z budynkiem synagogi gminie Płock. W 1992 roku przestał być użytkowany przez spółdzielnię i od tego czasu stał opuszczony. W 1997 roku na mocy ustawy o restytucji mienia żydowskiego, synagogę odzyskała Gmina Wyznaniowa Żydowska w Warszawie, która w 1998 roku sprzedała ją miastu Płocku za 224 tysiące złotych. Zgodnie z umową sprzedaży zastrzeżono, że w obiekcie nie może być innych miejsc kultu, oprócz żydowskiego, garbarni, toalet publicznych, łaźni oraz miejsc związanych z rozrywką. Miasto od tego czasu planowało umieszczenie w synagodze Płockiej Galerii Sztuki oraz małego muzeum poświęconego płockim Żydom. Jednak koncepcję tę odrzucił prezydent miasta Mirosław Milewski, który swą decyzję argumentował tym, że miasta nie stać na zainwestowanie w nową galerię.
W 2004 roku Rada Miejska Płocka podjęła decyzję o wystawieniu synagogi na sprzedaż. W tym samym roku zawiązało się Stowarzyszenie Synagoga Płocka, które zaproponowało zorganizowanie w zabytkowym obiekcie Muzeum Żydów Mazowieckich oraz nowoczesnego ośrodka edukacyjnego dla mazowieckiej młodzieży. Radni jednak nie zgodzili się na sprzedaż za symboliczny procent wartości. Zdecydowali, że najpierw oddadzą budynek na pięć lat w użyczenie, a sprzedadzą, dopiero gdy bożnica zostanie wyremontowana. W marcu 2006 roku synagoga została przekazana stowarzyszeniu na użytkowanie na dziesięć lat. Przekazano również istniejącą dokumentację i projekt adaptacji synagogi na Płocką Galerię Sztuki. Były one jednak nieaktualne i należało złożyć wniosek o wydanie nowych dokumentów. W maju 2007 roku urząd miasta wydał decyzję o warunkach zabudowy dla remontu bożnicy.

### Prace restauracyjne
W październiku 2007 roku stowarzyszenie otrzymało zaktualizowany projekt budowlany. Weryfikacja projektu budowlanego wykazała, że roboty należy zacząć od zbadania gruntu pod synagogą, ponieważ budynek stanął częściowo na średniowiecznej fosie. Według ekspertyzy technicznej, wykonanej przez rzeczoznawcę budowlanego dr. Marka Kapelę budynek znajduje się w złym stanie, stopień zużycia wynosi około 73 procent, na ścianach występują liczne pęknięcia, odchylenia od pionu. Przyczyniły się do tego m.in. zła eksploatacja, brak konserwacji oraz izolacji, liczne przeróbki, nieszczelność, zagrzybienie, pozostawienie budynku na długi okres bez zabezpieczenia. W złym stanie znajduje się również dach budynku - około 80 procent jego elementów nadaje się do wymiany.
Opracowany projekt adaptacji budynku zakłada odtworzenie jej wyglądu z lat 60. XIX wieku. Elewacje pozostaną tej samej dekoracji, choć na dachu synagogi blacha zostanie wymieniona na dachówkę esówkę. Powiększona zostanie główna sala modlitewna, wymienione zostaną tynki zamontowane nowe okna i drzwi. Posadzka, według zaleceń konserwatorskich powinna być drewniana, chociaż rozważana jest również kamienna. Oprócz tego należy wypełnić cementową zaprawą pęknięcia murów, wzmocnić je, uzupełnić ubytki, skuć tynki, wykonać nowe warstwy posadzkowe i odgrzybić ściany.
Na początku marca 2008 roku rozpoczęto prace porządkowe przy synagodze. 5 marca młodzież z Zespołu Szkół Budowlanych oraz płocka SITA pomogła uporządkować teren wokół budynku, m.in. usuwając zalegający wokół gruz. 17 marca urząd miasta wydał pozwolenie na budowę.

## Architektura
Murowany i orientowany budynek synagogi wzniesiono w stylu klasycystycznym na planie prostokąta. Od strony południowej znajduje się trapezowa dobudówka, w której dawniej znajdował się babiniec. Wewnątrz od zachodniej strony znajduje się wysunięta galeria podparta na słupach.
Strop głównej sali modlitewnej wsparty jest na podłużnych podciągach, podpartych dwoma rzędami prostych drewnianych słupów. Z oryginalnego wyposażenia zachowała się mauretańska, drewniana oprawa Aron ha-kodesz, które obecnie znajduje się w depozycie Muzeum Mazowieckiego.